# Helfried Mostler
Helfried Mostler (* 16. Januar 1934 in Graz; † 27. Februar 2017) war ein österreichischer Paläontologe und Geologe und Professor an der Universität Innsbruck.

## Werdegang
Mostler studierte Geologie und Paläontologie an der Universität Graz bei Helmut W. Flügel, Karl Metz und Haymo Heritsch und bei Arthur Winkler-Hermaden an der TU Graz. Er promovierte 1963 bei Werner Heißel an der Universität Innsbruck, dessen Assistent er wurde und bei dem er auch in angewandter Geologie arbeitete. Damals befasste er sich mit Tektonik und Stratigraphie im Westabschnitt der nördlichen Grauwackenzone. 1968 habilitierte er sich in Innsbruck in Geologie und Paläontologie, 1973 wurde er außerordentlicher und 1979 ordentlicher Professor.
Er befasste sich mit Mikropaläontologie (Conodonten, Holothurien, Radiolarien, Poriferen) und Stratigraphie der alpinen Trias, besonders in den Nördlichen Kalkalpen, im Drauzug und den Südalpen. Dabei arbeitete er seit 1970 viel mit Heinz Kozur in Mikropaläontologie und Stratigraphie zusammen. 1972 organisierte er das internationale Trias-Symposium in Innsbruck. Daneben befasste er sich auch mit Lagerstättenkunde und war als Ingenieurgeologe tätig.
Er war Gründer der Geologisch-Paläontologischen Mitteilungen Innsbruck. Er erhielt zweimal den Theodor-Körner-Preis und den Ersten Wissenschaftspreis des Landes Salzburg. Seit 1995 war er korrespondierendes Mitglied der Österreichischen Akademie der Wissenschaften. Mostler starb am 27. Februar 2017 im Alter von 83 Jahren.

## Dedikationsnamen
In Anerkennung seiner Beiträge zur Kenntnis der mesozoischen Radiolarien wurde 2023 die Radiolarien-Art Vinassaspongus mostleri nach ihm benannt.

## Schriften
- mit Heinz  Kozur: Neue Conodonten aus der Trias. In: Ber. Nat.-Med. Ver. Innsbruck. Band 58, Innsbruck 1970, S. 429–464.
- mit Heinz  Kozur: Probleme der Conodontenforschung in der Trias. In: Geologisch-Paläontologische Mitteilungen Innsbruck. Band 1, 4, Innsbruck 1971, S. 1–19 (zobodat.at [PDF]).
- Holothuriensklerite aus anisischen, karnischen und norischen Hallstätterkalken. In: Geologisch-Paläontologische Mitteilungen Innsbruck. Band 1, 1, Innsbruck 1971, S. 1–30 (zobodat.at [PDF]).
- Häufigkeit und Bedeutung von Schwammspiculae in triassischen Mikrofaunen. In: Geologisch-Paläontologische Mitteilungen Innsbruck. Band 1, 11, Innsbruck 1971, S. 1–19 (zobodat.at [PDF]).
- mit Heinz  Kozur: Holothurien-Sklerite und Conodonten aus der Mittel- und Obertrias von Köveskal (Balatonhochland, Ungarn). In: Geologisch-Paläontologische Mitteilungen Innsbruck. Band 1, 10, Innsbruck 1971, S. 1–36 (zobodat.at [PDF]).
- mit Heinz  Kozur: Die Conodonten der Trias und ihr stratigraphischer Wert. I. Die “Zahnreihen-Conodonten” der Mittel- und Obertrias. In: Abhandlungen der geologischen Bundesanstalt. Band 28, Heft 1, Wien 1972, 36 S., 1 Abb., 15 Tafeln.
- mit Heinz  Kozur: Triasconodonten: Erwiderung auf eine Kritik. In: Geologisch-Paläontologische Mitteilungen Innsbruck. Band 2, Heft 1, Innsbruck 1972, S. 1–12 (zobodat.at [PDF]).
- mit Heinz  Kozur: Beiträge zur Erforschung der mesozoischen Radiolarien. Teil I; Revision der Oberfamilie Coccodiscacea HAECKEL 1862 emend. und Beschreibung ihrer triassischen Vertreter. In: Geologisch-Paläontologische Mitteilungen Innsbruck. Band 2, 8–9, Innsbruck 1972, S. 1–60 (zobodat.at [PDF]).
- Ein Beitrag zur Genese mitteltriassischer Crinoidenkalke im Gebiet von Reutte, Tirol (Nördliche Kalkalpen). In: Geologisch-Paläontologische Mitteilungen Innsbruck. Band 2, 5, Innsbruck 1972, S. 1–21 (zobodat.at [PDF]).
- Neue Holothurien-Sklerite aus der Trias der Nördlichen Kalkalpen. In: Geologisch-Paläontologische Mitteilungen Innsbruck. Band 2, 7, Innsbruck 1972, S. 1–32 (zobodat.at [PDF]).
- mit Heinz  Kozur: Beiträge zur Mikrofauna permotriadischer Schichtfolgen. Teil I: Conodonten aus der Tibetzone des Niederen Himalaya (Dolpogebiet, Westnepal). In: Geologisch-Paläontologische Mitteilungen Innsbruck. Band 3, 9, Innsbruck 1973, S. 1–23 (zobodat.at [PDF]).
- mit Parwiz Parwin: Ein Beitrag zur Feinstratigraphie der Hallstätter Kalke am Sirius-Kogel (Bad Ischl, Oberösterreich). In: Geologisch-Paläontologische Mitteilungen Innsbruck. Band 3, 7, Innsbruck 1973, S. 1–47 (zobodat.at [PDF]).
- mit Bernhard W. Scheuring: Mikrofloren aus dem Langobard und Cordevol der Nördlichen Kalkalpen und das Problem des Beginns der Keupersedimentation im Germanischen Raum. In: Geologisch-Paläontologische Mitteilungen Innsbruck. Band 4, 4, Innsbruck 1974, S. 1–35 (zobodat.at [PDF]).
- Die stratigraphische Stellung der Gipsvorkommen in der Trias von Recoaro (Vicentin, Italien). In: Geologisch-Paläontologische Mitteilungen Innsbruck. Band 5, 6, Innsbruck 1976, S. 1–20 (zobodat.at [PDF]).
- Poriferenspiculae der alpinen Trias. In: Geologisch-Paläontologische Mitteilungen Innsbruck. Band 6, 5, Innsbruck 1976, S. 1–42 (zobodat.at [PDF]).
- mit Reinhold Roßner: Stratigraphisch-fazielle und tektonische Betrachtungen zu Aufschlüssen in skyth-anisischen Grenzschichten im Bereich der Annaberger Senke (Salzburg, Österreich). In: Geologisch-Paläontologische Mitteilungen Innsbruck. Band 6, 2, Innsbruck 1977, S. 1–44 (zobodat.at [PDF]).
- Zur Palökologie triadischer Holothurien. In: Ber. nat.-med. Ver. Innsbruck. 64, Innsbruck 1977, S. 13–40.
- Ein Beitrag zur Mikrofauna der Pötschenkalke an der Typlokalität unter besonderer Berücksichtigung der Poriferenspiculae. In: Geologisch-Paläontologische Mitteilungen Innsbruck. Band 7, 3, Innsbruck 1978, S. 1–28 (zobodat.at [PDF]).
- Ein Beitrag zur mitteltriadischen Mikrofauna von Recoaro und Tretto (Vicentin, Italien). In: Geologisch-Paläontologische Mitteilungen Innsbruck. Band 9, 9, Innsbruck 1980, S. 321–351.
- Neue Kieselschwämme aus den Zlambachschichten (Obertrias, Nördliche Kalkalpen). In: Geologisch-Paläontologische Mitteilungen Innsbruck. Band 13, 14, Innsbruck 1986, S. 331–361 (zobodat.at [PDF]).